# De Lokkerij
De Lokkerij is een ooievaarsbuitenstation, gelegen aan de Schiphorsterweg in de woonkern De Schiphorst, sinds de laatste gemeentelijke herindeling behorend tot gemeente Meppel, in de onmiddellijke nabijheid van de havezate De Havixhorst.

## Oprichting
Het ooievaarsstation is in 1981 opgericht door het echtpaar Koopman, op initiatief van de Natuurbeschermingsvereniging IJhorst/Staphorst. Dit naar aanleiding van het in 1969 gestarte herintroductieprogramma voor de witte ooievaar in het ooievaarsdorp het Liesveld in Groot-Ammers. Het laatst bekende nest van in Nederland geheel in het wild levende ooievaars stond in 1976 in Nijeveen.

## Eerste jaren
Het doel van het programma, de herintroductie van de witte ooievaar in Nederland, had de eerste jaren nog niet veel resultaat. Het duurde tot 1985 alvorens er voor het eerst een klein succesje behaald werd. Daarna kwamen er geleidelijk meer broedparen, die met succes jongen groot wisten te brengen. Tevens werden op het station vele ooievaars die met verwondingen (schotwonden of aanvliegingen met elektriciteitskabels) weer verpleegd zodat zij in staat waren de jaren erna als trekvogel of standvogel bij te dragen aan de fokkerij.

## Huidige situatie
Anno 2006 is dit aantal uitgegroeid tot ongeveer 175 broedparen, die tot in de wijde omgeving van De Schiphorst en het Reestdal nesten hebben gebouwd. Ze bestrijken ruwweg het gebied van Dedemsvaart tot Zwartsluis en van Steenwijk tot Staphorst. De ooievaar legt gemiddeld 3 tot 5 eieren, maar gemiddeld komen er twee ooievaars per broedpaar per jaar tot wasdom. Uniek voor het succes van dit station is dat het erin geslaagd is om ooievaars op een zo goede wijze te huisvesten en faciliteren dat deze in staat zijn gebleken om zelfstandig zich uit te waaieren buiten het station zelf.

## Erkenning
Ter gelegenheid van het 25-jarig bestaan van De Lokkerij zijn, door burgemeester Westmaas van Meppel, de beheerders Els en Frits Koopman in 2006 koninklijk onderscheiden. Zij werden beiden benoemd tot Lid in de Orde van Oranje-Nassau.